# 罫線
罫線（けいせん、英: rule）とは、複数の項目を二次的に区切るのに用いる線状の組版材料である。

## 罫線の種類
罫線には罫線属性と呼ばれる太さや形状に由来する種別があり、各々が様々な目的で用いられる。
主な罫線を次に示す。
| 名称             | 名称の由来                 | 図例 | 使用箇所の例                                                                                               | 太さ                  |
| ---------------- | -------------------------- | ---- | --- | --------------------- |
| 表罫（）         | 活字の金属板を薄く削った表 |      | - 主要項目中の各欄の囲い - 同一の表及び付表が複数部に跨る場合の最下段 - 本文と文書作成者表示との間の区切り | 太さ0.1 mm            |
| 中細罫（）       |                            |      | 主要項目の区分及び帳票の外枠                                                                               | 0.2 mmから0.25 mm程度 |
| 裏罫（）         | 活字の金属板を薄く削った裏 |      | 主要項目の区分及び帳票の外枠                                                                               | 0.45 mm               |
| 星罫・リーダー罫 |                            |      | - 一つの枠中での複数行の区切り - 桁の位線 - 欄外への記入                                                   |                       |
| 四分罫           | 五号の4分の1の大きさ       |      | （原則用いない ）                                                                                          | 0.9 mm                |
| 二分罫           | 五号の2分の1の大きさ       |      | （原則用いない ）                                                                                          | 1.8 mm                |
| 子持ち罫         |                            |      | （原則用いない ）                                                                                          |                       |
| 破線罫・ミシン罫 |                            |      | |                       |

- 横方向の罫線を横罫、縦方向の罫線を縦罫と呼ぶ。

## コンピュータにおける使用方法
テキストファイルにおいては罫線素片を使用する。
HTMLで使用する場合はtableタグを利用する。横罫のみの場合にはhrタグを利用する。
多くのワープロソフトにおいては罫線を引いたり、罫線のついた表を作成する機能が標準で付属している。
表計算ソフトのセルの周囲などに、ひくことができる。

## その他
元来、目のように卦けることから罫と呼ばれる。
将棋や囲碁で使用される盤にある線を罫と呼ぶ。
折り紙においては山折を一点鎖線または二点鎖線で、谷折を破線で表記することが多い。また、波線や点線を使用して切り取り線とすることが多い。